# Anthony Adverse
Anthony Adverse (angl. Anthony Adverse) je dobrodružný film režiséra a producenta Mervyna LeRoya z roku 1936 s Fredricem Marchem v hlavní a s Olivii de Havilland ve vedlejší roli. Romance byla natočena na motivy stejnojmenného dvanáct set stránkového románu spisovatele Herveyho Allena z roku 1933. Velkofilm získal ze sedmi nominací čtyři Oscary, čímž se na 9. ročníku udílení cen stal snímkem s největším počtem cen. Tehdy se poprvé udělilo ocenění za herecké vedlejší výkony a právě Gale Sondergaard si ho za postavu Faith Paleologus odnesla.

## Děj
Podivný a bohatý markýz Don Luis (Claude Rains) se ožení s půvabnou Marii (Anita Louise), dcerou obchodníka. Vydávají se na líbánky k Paříži, kde tráví jistý čas. Jeho choť se však uvrhne do milostného románku se šarmantním Denisem Moorem (Louis Hayward). Důsledkem jejich počínání je Mariino těhotenství. Když se markýz dozvídá oč kráčí, přelstí Denise a se svou ženou odjede do Alp. Mladý a neklidný milenec se nechce vzdát bez boje a dohání je ve vesnickém hostinci. Tam mezi nimi dochází k souboji, při němž je Denis zabit. Nešťastná Marie přes svou nevůli musí s manželem dál do hor, kde porodí syna. Ihned po porodu umírá. Don Luis dítě vloží do košíku a nechá ho u dveří kláštera. Potom odjíždí do domu Mariina otce, kde ho vpouští milenka Faith Paleologus (Gale Sondergaard), která tam pracuje jako služebná. Don Luis oznamuje starému pánovi smrt dcery a lstivě i smrt malého děťátka. Píše se leden 1773.
Řádové sestry se kojence ujmou. Je to dívčí klášter, ale matka představená dostane slib otce Xaviera (Henry O'Neill), že se o kluka postará a bude ho vést v boží milost a lásku, aniž by o žákyně okem zavadil. Klukovi dají jméno Anthony.
Roky běží a Tonymu je deset let. Touží se dostat za zdi kláštera, aspoň na vedlejší dvůr. Když s tou prosbou přichází, neuspěje. Dospělí mu jenom zdůrazní, kde je jeho místo. Vyleze na strom, aby nahlédl za zeď a poprvé v životě uvidí jiné lidi, než otce, matku představenou nebo sestry. Zapíská na holčičku a dá se s ní do řeči. Na stromě uloví hnízdo, sleze a daruje jí ho. Z okna to sleduje jeptiška a povolá pátera Xaviera. Shodnou se na novém osudu malého Anthonyho a najdou mu nové místo v sídle podnikatele Bonnyfeathera (Edmund Gwenn).
Otec Xavier doprovodí kluka do Casa de Bonnyfeather v Livorně, pouliční děti ho však před příchodem vysvlečou donaha. Přichází tedy bez šatů, což vzbudí mírné rozpaky. Srdečný John Bonnyfeather je botahý místní obchodník, kterému před lety umřela jediná dcera Marie. Když uvidí Anthonyho, hned v něm pozná svoji krev. Přijme ho za svého, ale neřekne o podezření nikomu, kromě Faith. Ta pořád udržuje milenecký vztah s markýzem. Starý pán pojmenuje kluka vzhledem k jeho ne příliš šťastné životní cestě Adverse (od anglického slova adversity, což v překladu znamená nepřízeň osudu).
Anthony Adverse se skamarádí s Angelou, dcerou hospodyně. Jak létá plynou, z Anthonyho (Fredric March) a Angely (Olivia de Havilland) je mladá, do sebe zamilovaná dvojice. Plánují budoucnost a slibují si oddanost a vzájemné city. Jejich naivní vidinu společných zítřků naruší Angelin otec, který prapodivným způsobem vyhraje větší obnos peněz a rozhodne se od starého pána spolu s rodinou odejít. Angela odjíždí také a mrzutý Anthony vyvolá bitku s mladíkem Vincentem (Donald Woods), ze kterého se později stane jeho nejlepší přítel. Intrikánka Faith se ze služebné stala dvorní dámou, která spravuje celý dům. Starý pán ji dokonce odkáže veškeré jmění v případě, že by se Anthonymu něco stalo a nemohl dědit.
V ulicích Livorna se čím dál častěji skloňuje jméno Bonaparte, který se dostal k moci v nedaleké říši. Tony s Vincentem si po náročném dni chtějí dopřát odpočinku a zakoupí si lístky na pěvecký soubor z Milána. Když zpěváci vystoupí na jeviště, je mezi nimi i Angela, která vždy toužila stát se pěvkyní. Staří milenci se opět setkávají po dvou dlouhých letech. Jejich láska je ještě větší, než předtím. Potají se vezmou a rozhodnout odejít. Angela protestuje vzhledem k tomu, jak se její otec nevděčně zachoval k Bonnyfeatherovi, ale Tony ji ubezpečuje, že od starého pána je už odříznutý a stojí na vlastních nohách. Mimo to se Casa de Bonnyfeather zavírá, už ji nemá kdo spravovat vzhledem k věku jejího majitele. Novomanželé se domluví, že se setkají v poledne následujícího dne. Faith s radostí pomáhá balit kufry mladému Adversovi, protože se ho chce zbavit. Před utajovaným odjezdem si mladíka nechá zavolat starý pán a žádá ho o pomoc. Potřebuje mít obchodně někoho na Kubě a v Africe. Bavlna je až moc drahá vzhledem k politické situaci v Evropě. Anthony by měl dva roky strávit na cestách. Nakonec souhlasí s tím, že vezme i ženu. Když se však zpozdí, Angela mu nechá u dveří kláštera lístek se vzkazem, že místo Benátek odjíždí i se souborem na pozvání generála Bonaparteho do Říma. Nepřízní osudu však lístek odfoukne vítr a Anthony ho nepřečte. Když dorazí na místo setkání, kočár s Angelou tam už není a Anthony mylně předpokládá, že odjela do Benátek. Nenajde ji a odplouvá do světa.
V havanském přístavu se Anthonyho ujímá temperamentní a lehkovážný obchodní partner Carlo Cibo (Akim Tamiroff). Domlouvají podmínky prodeje otroků jakožto pracovní síly, která by pomáhala zpracovávat bavlnu a pak by se odesílala do napjaté Evropy. Když jednoho dne jedou spolu kočárem, Tony zahlédne jak jistý Kubánec bičuje otroka. Když se pak do toho zamíchá kolemjdoucí mnich, Tonyho to už nenechá v klidu a jde ho zachránit. Tím však naruší místní hierarchii a zvyky, a proto je hledán policií. Rozhodne se pro odjezd do Afriky, kde by mu obchody lépe šly. Z mnicha se vyklube bratr Francois (Pedro de Cordoba), který chce Anthonyho na černý kontinent doprovázet.

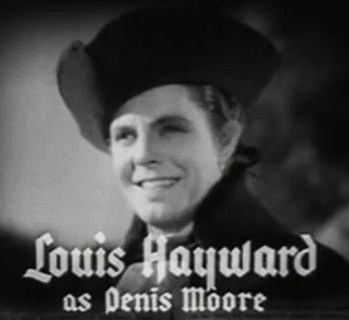
Louis Hayward jako Denis Moore

Anthony Adverse se po třech letech stane úspěšným, avšak zapšklým obchodníkem. Neví nic o své ženě, ani o Bonnyfeatherovi. Nikdo mu nepíše, Faith žádné zprávy z domova nepodává. Otroky nakupuje a prodává, štěstí se však od něho odvrací a je opět svržen do nepřízně osudu. Po těžké a náhlé horečce, která ho postihne, celé dni jenom blouzní. Aby toho nebylo málo, umírá i bratr Francois. Pro Anthonyho je to signál opustit Afriku a vrátit se do Livorna.
Po příjezdu do Casa de Bonnyfeather zjišťuje, že jeho novým pánem je Faith a zákeřný Don Luis. Dozvídá se též, že starý Bonnyfeather zemřel před rokem. Povečeří s nimi a ptá se na něj. Anthony totiž dávno získal podezření, že starý pán mu je nějak moc nakloněn a dokonce, že by mohl být s ním v rodinném poutě. Don Luis ihned zpozorní a vyptává se mladíka, jak na to přišel. A ten mu převypráví svůj osud a cestu, kterou musel podstoupit. V tom všem si sebou vždy brával dřevěnou skříňku se soškou Madony. Markýz si na ni pamatoval, protože patřila mladíkově matce Marii. A když dítě nechával venku před domem jeptišek, vložil mu ji tam. Adverse se jim svěří, že chce odjet do Paříže a Faith s markýzem chtějí jet taky, aby ho mohli zabít. Spolčí se proti němu, Don Luis potřebuje Faith a ona jeho. Domluví se na společné vraždě a potažmo na sňatku. O to ostatně Faith krom peněz taky jde, aby získala lepší společenské postavení.
Cesta zasněženými horami je nebezpečná a skýtá nemálo nástrah. Štěstí je však Tonymu nakloněné, a když ho na hranicích oficiér zatkne, nevypadá to dobře. Jen několik minut předtím projížděl tudy totiž Don Luis a celníkovi podal podezření, že za ním jede mladík sice s pasem, ale bez důkazů, že je, za koho se vydává. A když pak onen pocestný přijíždí, je hned předveden do kanceláře. Tam se potkává se svým dávným přítelem Vincentem Noltem, se kterým vyrůstal. Pomůže mu a vezme ho do Paříže.

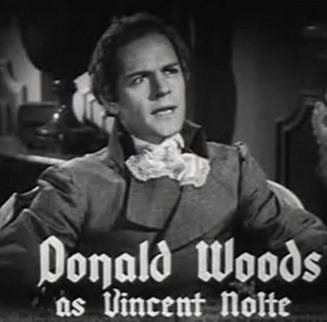
Donald Woods jako Vincent Nolte

Paříž na počátku 19. století. U moci je Napoleon Bonaparte (Rollo Lloyd) a pořádá maškarní bál. Zván je také Vincent Nolte s partnerkou, a Anthony Adverse, který pořád touží najít svoji ženu. Do sálu vchází mademoiselle Georges, generálova partnerka. Všichni mají na očích škrabošky, které si po úvodním velkém tanci sundávají. Slečna Georges, která kdysi bývávala Angelou, poznává Anthonyho, ten si ji však nevšimne. Na druhý den si ho nechá zavolat do svého domku na předměstí. O svém osudu Napoleonovy družky mu však neříká ani slovo. Místo toho ho seznámí se svým synem. S jejich synem.
Obchodní záležitosti a finanční útrapy donutí Anthonyho uvažovat o dalším odjezdu, tentokrát do Ameriky. Po znovu nalezení své lásky a získání rodiny to pro něj není jednoduché. Prosí Angelu, aby jela i s klukem s ním a začali tak nový život daleko od Livorna, od Paříže, od Bonaparteho. Ta se vymlouvá na svoji kariéru. A zároveň zve Anthonyho na svůj výstup v Opeře následujícího večera. Než se pánové Nolte a Adverse posadí do své lóže, potkávají ve foyer markýze Dona Luise a jeho novomanželku markýzu da Vincitata, kterou Anthony kdysi znal jako Faith Paleologus. Po úvodním operním čísle Tony namítá, že v programu nevidí nikde zmínku o Angele, to už ale na scénu vstupuje Georgesino číslo. Na něj se těší celý sál a jakmile začne zpívat, Anthony i po letech poznává ten okouzlující hlasový dar. Jaké je však jeho zklamání a šok, když zjišťuje, že onou pěveckou hvězdou je jeho milovaná. Dochází mu zároveň, že je milenkou samotného Napoleona. Zdrceně odejde a po příchodu do svého apartmánu nalézá spícího malého Anthony. Vedle něj nachází dopis v němž stojí, že manželka chce být oddaná generálovi a prosí Anthony, aby se postaral o syna.
Anthony věnuje skříňku s madonou synovi a obejme ho.
Výpravný snímek Anthony Adverse končí záběrem na hlavního hrdinu na přídi lodi, jak domlouvá svému synovi a přiznává mu příjmení Adverse.

## Obsazení

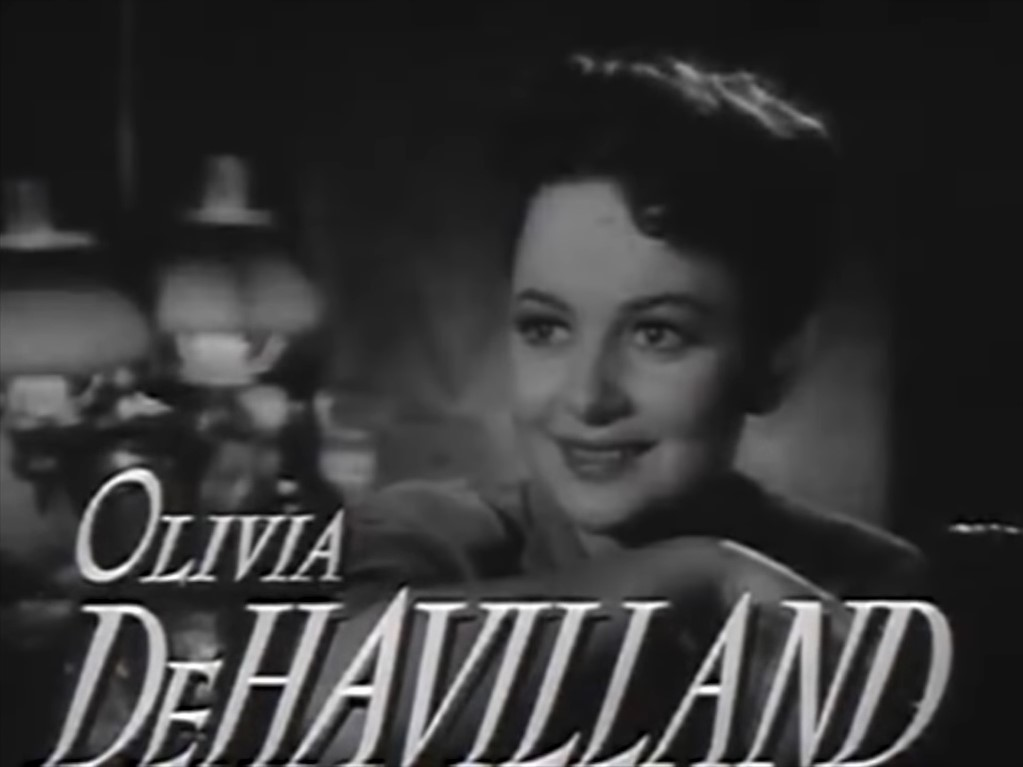
Postavu Angely zahrála Olivia de Havilland

| Fredric March       | Anthony Adverse                 |
| Olivia de Havilland | Angela Guiseppe / Mlle. Georges |
| Edmund Gwenn        | John Bonnyfeather               |
| Gale Sondergaard    | Faith Paleologus                |
| Donald Woods        | Vincent Nolte                   |
| Claude Rains        | markýz Don Luis                 |
| Anita Louise        | Maria                           |
| Louis Hayward       | Denis Moore                     |
| Henry O'Neill       | páter Xavier                    |
| Akim Tamiroff       | Carlo Cibo                      |
| Pedro de Cordoba    | bratr Francois                  |
| Rollo Lloyd         | Napoleon Bonaparte              |

## Produkce
Studio Warner Bros. zaplatilo 40 000 $ za práva k románové předloze. Ve své době to byl nejdražší film. Producenti nechali výpravně postavit africké i kubánské kulisy přímo v studiích Warner Brothers v Burbanku v Kalifornii. K zfilmování dvanáct set dvacet čtyři stránek románu bylo zapotřebí dva tisíce komparzistů a účinkujících.

## Zajímavosti
Oscarem oceněná Gale Sondergaard debutovala právě tímhle snímkem. Pro roli Napoleona byl zvažován Humphrey Bogart.

## Kritika
Hollywoodský novinář Frank S. Nugent nešetřil kritikou po zhlédnutí snímku v londýnském Strandu v srpnu 1936. Jeho článek vyšel v periodiku New York Times 27. srpna téhož roku.
Nugent vytýká producentům a především režiséru Mervynovi LeRoyovi a Warnerům ztrátu filozofického a pikareskního poslání Allenovy novely. Tvrdí, že na rozdíl od románu, který je, i přes svou rozsáhlost, vtipný, mystický, charaktery má soudržné a dostatečně vykrystalizované, film tohle všechno postrádá. Nugent dokonce zmiňuje, že se při promítání filmu "svíjel jako kluk v nedělní škole".
Snímek prý působí jako kaleidoskop osudů, zvratů a událostí, o kterých víme, že se dějí, ale nikterak nás nepřesvědčí, že tomu tak je. Titulky nás ujišťují, že Anthony prožívá tohle a pak zas tamto, ale nějak se nám jako divákům nechce věřit, že skutečná hrozba visí ve vzduchu. Výkon hlavního představitele Fredricha Marche označil Nugent dokonce jako "bezduchý". Filmovou postavu Faith v podání G. Sondergaard popsal jako "kompletně se lišící" od románového ztvárnění.
Na konci svého článku žurnalista a na Oscara nominovaný scenárista Frank S. Nugent píše, že se ve filmu plýtvalo talentem herců Akima Tamaroffa (postava Carla Ciba), Louise Haywarda (postava milence Denise), nebo Pedra De Cordoby a Henryho O'Neilla (postavy bratra Francoise a pátera Xaviera).

## Oscar

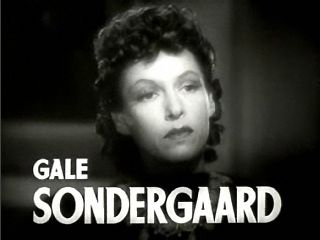
Postavu vypočítavé Faith ztvárnila Gale Sondergaard

### Cena
- Nejlepší vedlejší herečka – Gale Sondergaard
- Nejlepší kamera – Tony Gaudio
- Nejlepší hudba – ředitel studia Warner Bros. Studio Music Deprtment Leo F. Forbstein
- Nejlepší střih – Ralph Dawson

### Nominace
- Nejlepší film – Warner Bros.
- Nejlepší výprava – Anton Grot
- Nejlepší asistent režie – William H. Cannon